# Гаустльонг
Гаустльонг (давньосканд. Haustlöng) — скальдична поема, написана на початкові Х ст.. Українською мовою назву можна приблизно перекласти як «Протягом осені». Поема збереглася в Молодшій Едді, в якій зацитовано дві групи стансів з поеми. Авторство над поемою приписують норвезькому скальдові Тьйодольву з Гвініра. Поема змальовує сцени зі скандинавської міфологі, зображені на щиті, який було надано скальдові. У стансах, які дійшли до нас, оповідається про наступне:
- Викрадення та порятунок Ідунн;
- Тор вбиває Грунгніра.

Доволі часто цю поему порівнюють з двома іншими, які також змальовують зображення сцен з міфології: Гусдрапою та Драпою про Рагнара.